# نوشابه‌سازی ساسان
شرکت نوشابه‌سازی ساسان، یکی از سه واحد تولید نوشابه‌سازی در ایران با بیش از ۶۵ سال قدمت است. شرکت نوشابه‌سازی ساسان یکی از چند کارخانه‌ای است که از سال ۱۳۳۱ تا ۱۳۳۴ ایجاد شده‌اند. این شرکت از دههٔ ۸۰ تا به حال یار دوازدهم پپسی است.

## تولیدات و برندها
- پپسی
- پارسی کولا
- پارسی پرتقالی
- میراندا پرتقالی
- میراندا لیموناد
- میراندا توت فرنگی
- پپسی مکس
- پپسی دایت (پپسی رژیمی)
- سون‌آپ
- مانتن دوو
- شادنوش
- ماءالشعیر پارسی
- دوغ پارسی
- آب آشامیدنی پارسی